# Travemunde Open
Il Travemunde Open è stato un torneo professionistico di tennis giocato su campi in terra rossa. Faceva parte dell'ATP Challenger Series. Si giocava annualmente a Travemünde in Germania.

## Albo d'oro

### Singolare
| Anno | Campione         | Finalista          | Punteggio     |
| ---- | ---------------- | ------------------ | ------------- |
| 1981 | Ulrich Pinner    | Peter Elter        | 6–4, 4–6, 6–3 |
| 1982 | Dominique Bedel  | Wolfgang Popp      | 6–4, 6–4      |
| 1983 | Michael Westphal | Rolf Gehring       | 7–5, 6–2      |
| 1984 | Vadim Borisov    | Alejandro Ganzábal | 7–5, 7–5      |
| 1985 | Non disputato    | Non disputato      | Non disputato |
| 1986 | Alex Stepanek    | Carl Limberger     | 6–2, 6–0      |
| 1987 | Ronnie Båthman   | Massimo Cierro     | 6–4, 3–6, 6–4 |
| 1988 | Conny Falk       | Wojciech Kowalski  | 7–6, 6–3      |

### Doppio
| Anno | Campioni                         | Finalisti                            | Punteggio     |
| ---- | -------------------------------- | ------------------------------------ | ------------- |
| 1981 | Brad Guan Wayne Hampson          | Bruce Derlin David Mustard           | 6–3, 6–4      |
| 1982 | Wolfgang Popp Roland Stadler     | Brad Guan Warren Maher               | 6–4, 6–2      |
| 1983 | Mike Myburg Christo van Rensburg | Harald Theissen Michael Westphal     | 7–5, 6–3      |
| 1984 | Johan Carlsson Peter Svensson    | Igor Flego Shahar Perkiss            | 5–7, 6–4, 6–2 |
| 1985 | Non disputato                    | Non disputato                        | Non disputato |
| 1986 | Jim Pugh Desmond Tyson           | Jesús Colás Henri De Wet             | 4–6, 6–3, 6–4 |
| 1987 | Alexander Mronz Karsten Saniter  | Nicklas Kroon Mats Oleen             | 6–7, 7–6, 6–4 |
| 1988 | Igor Flego Mark Koevermans       | Brett Dickinson Jean-Marc Piacentile | 6–4, 6–7, 6–3 |